# 青森県立八戸工業高等学校
青森県立八戸工業高等学校（あおもりけんりつ はちのへこうぎょうこうとうがっこう、Aomori Prefectural Hachinohe Technical High School）は、青森県八戸市江陽一丁目に所在する公立の工業高等学校。通称「八工」（はっこう）。

## 概要
歴史
1944年（昭和19年）創立の「八戸市立工業学校」を前身とする。1948年（昭和23年）の学制改革により新制の工業高等学校となった。1956年（昭和31年）に青森県へ移管され現校名となった。
設置課程・学科
全日制課程（学年制）  - 靴ひもの色で学科が区別されている。※（　）内は（靴ひもの色,科を表すアルファベット）を表す。
- 機械科（赤色, M = Machine）
- 土木科（白色, S = Soil） - 2021年（令和3年）4月に新設。
- 電気科（黄色, E = Electricity）
- 材料技術科（青色, K = Kinzoku）
- 電子科（橙色, D = Denshi）
- 建築科（黒色, A = Architecture） - 2021年（令和3年）4月に新設。

以下の科は、2021年（令和3年）3月に募集停止、2023年（令和5年）3月に閉科された。
- 土木建築科（白色, S = Soil） - 2コース（土木コース・建築コース）
- 情報技術科（緑色, N = Network）
- 電子機械科（茶色, F = Flexible）

定時制課程（単位制）
- 工業技術科-2021年（令和３年）に募集停止、2024年（令和６年）３月に閉科された。

校訓
「自主・協調・勤労・創造」
校章
菊の葉の絵を背景にして、中央に「工高」の文字（縦書き）を置いている。
校歌
作詞は折口信夫、作曲は山田耕筰による。歌詞は3番まであり、校名は歌詞中に登場しない。

## 沿革
旧制・工業学校
- 1944年（昭和19年）4月1日 - 「八戸市立工業学校」（甲種工業学校）が開校。修業年限を4年とする。
  - 八戸市立商業学校に併置される。教育ニ関スル戦時非常措置方策に基づき、商業学校が工業学校に転換されたもの（商業学校は募集停止）。
  - 機械科と工業化学科を設置。校長は商業学校校長の舘山太吉が兼任することとなる。
- 1945年（昭和20年）
  - 4月1日 - 学校での授業が停止される。ただし勤労動員は継続される。
  - 5月1日 - 土木科を新設。
  - 8月 - 終戦。
  - 9月 - 授業が再開される。
- 1946年（昭和21年）
  - 4月1日 - 修業年限が5年となる（ただし4年修了時点で卒業することもできた）。
  - 8月20日 - 八戸市立商業学校との併設を解消。
- 1947年（昭和22年）4月1日 - 学制改革（六・三制の実施）が行われる。
  - 工業学校の生徒募集を停止。
  - 新制中学校を併設し（以下・併設中学校）、工業学校1・2年修了者を新制中学校2・3年生として収容。
  - 併設中学校は経過措置としてあくまで暫定的に設置されたため、在校生が2・3年生のみの中学校であった。
  - 工業学校3・4年修了者はそのまま在籍し、4・5年生となった（4年修了時点で卒業することもできた）。

新制高等学校
- 1948年（昭和23年）
  - 4月1日 - 学制改革（六・三・三制の実施）により、工業学校は廃止され、新制高等学校「八戸市立工業高等学校」が発足。
    - 工業学校卒業者（5年修了者）を新制高校3年生、工業学校4年修了者を新制高校2年生、併設中学校卒業者（3年修了者）を新制高校1年生として収容。
    - 併設中学校を継承し（名称:八戸市立工業高等学校併設中学校）、在校生が1946年（昭和21年）に工業学校へ最後に入学した3年生のみとなる。

  - 11月15日 - 新築校舎の一部（6教室）が完成して移転。
- 1949年（昭和24年）3月31日 - 併設中学校を廃止。
- 1951年（昭和26年）11月13日 - 校歌を制定。
- 1954年（昭和29年）11月3日 - 校旗を制定。
- 1956年（昭和31年）
  - 3月22日 - 日東化学工業併設私立日東高等学校の廃校により、その在校生を収容。
  - 3月28日 -　青森県に移管され、「青森県立八戸工業高等学校」（現校名）に改称。
- 1959年（昭和34年）4月1日 - 電力科を新設。
- 1962年（昭和37年）4月1日 - 電力科を電気科と改称。
- 1963年（昭和38年）
  - 4月1日 - 金属工業科を新設。
  - 11月23日 - 鉄筋コンクリート造3階建ての校舎が完成。
- 1964年（昭和39年）6月30日 - 金属工業科棟と管理棟が完成。
- 1965年（昭和40年）4月7日 -  工業化学科に女子生徒4名が入学。
- 1967年（昭和42年）12月8日 - 新体育館が完成し、第1体育館と命名。
- 1969年（昭和44年）4月1日 - 校訓を制定。電子科を新設。定時制課程（夜間／機械工作科と電気工作科）を設置。
- 1971年（昭和46年）
  - 4月30日 - 生徒会館が完成。
  - 9月30日 - クラブ部室が完成。
- 1972年（昭和47年）6月30日 - テニスコートが完成。
- 1974年（昭和49年）
  - 4月3日 - プールが完成。
  - 5月26日 - 土木科実習棟が完成。
- 1977年（昭和52年）10月31日 - 新体育館が完成し、第2体育館を命名。
- 1980年（昭和55年）
  - 1月10日 - 機械科実習棟、工業化学科実習棟が完成。
  - 4月1日 - 南部分校（建築科）を設置。
- 1981年（昭和56年）4月11日 - 田向野球場が完成。
- 1985年（昭和60年）4月1日 - 南部分校が分離し、青森県立南部工業高等学校として独立。
- 1989年（平成元年）4月1日 - 情報技術科を新設。
- 1990年（平成2年）4月1日 - 電子機械科を新設。
- 1991年（平成3年）3月25日 - 柔剣道場が完成。
- 1993年（平成5年）4月2日 - 校歌碑を建立。
- 1994年（平成6年）4月1日 - 金属工業科を材料技術科に改称。
- 1996年（平成8年）
  - 3月20日 - 運動場を整備。
  - 8月24日 - 屋内総合運動場が完成。
- 1999年（平成11年）4月17日 - 同窓会から校旗が寄贈される。
- 2002年（平成14年）2月25日 - 弓道場「拓真館」が完成。
- 2003年（平成15年）3月27日 - 第1体育館を改築。
- 2009年（平成21年）4月1日 - 工業化学科の募集を停止。
- 2011年（平成23年）3月31日 - 工業化学科を閉科。
- 2013年（平成25年）4月1日 - 土木科を土木建築科に改編し、土木コース20名・建築コース15名の定員でコース別に募集する。
- 2015年（平成27年）4月1日 - 青森県立南部工業高等学校を統合する。
- 2021年（令和3年）3月 - 電子機械科、情報技術科を募集停止。土木建築科が土木科、建築科に分割される[2]。
- 2023年（令和5年） 
  - 3月 - 電子機械科、情報技術科を閉科、土木建築科を土木科、建築科に分割。
  - 4月 - 新管理棟が完成。旧管理棟の解体を開始。
  - 11月 - 創立80周年記念式典を挙行。
- 2024年（令和6年） 
  - 3月 - 定時制の工業技術科を閉科。
  - 4月 - 新教室棟の建設を開始。

## 部活動
運動部
- 男子硬式テニス部
- 陸上競技部
- 硬式野球部
- 男子バスケットボール部
- 卓球部
- 男子バレーボール部
- アイスホッケー部
- レスリング部
- 自転車競技部
- 剣道部
- 柔道部
- 山岳部
- サッカー部
- ウェイトリフティング部
- 弓道部
- バドミントン部
- 体操部
- ラグビー部

文化部
- 科学部
- 写真部
- 美術部
- 吹奏楽部
- 放送部
- 囲碁部
- 将棋部
- ボランティア部
- 応援団

工業部
- チーム機械加工
- チームロボティクス
- チーム測量
- チーム電気工事
- チームマテリアル
- チーム電子回路
- チーム木材加工

訴訟
2007年10月 ラグビー部顧問教諭の勧誘で同校に入学した男子生徒（当時16歳）がラグビー部に入部。
入部直後から部内で暴行を受けるようになり、5月には退部を決意し、顧問教諭に相談するも「退部するなら退学しろ」と言って引き留めた。この指導により睡眠障害や抑うつ症状を発症、当該生徒は自宅で縊死。
2011年4月 遺族の両親が校長やラグビー部の顧問の教師を相手に提訴。

## 著名な出身者
- 赤石清美（参議院議員）
- 上野みなみ（女子自転車競技選手）
- 小野ますのぶ（お笑い芸人 あどばるーん）
- 坂本貴史（競輪選手）
- 新山響平（競輪選手）
- 荒道好貴（プロ野球独立リーグ選手）

## 交通
- JR八戸線本八戸駅より徒歩13分